# Кожухово (Восточный административный округ)
Кожу́хово — микрорайон в составе Косино-Ухтомского района Восточного административного округа города Москвы.
Находится между микрорайоном Косино, городом Люберцы и Салтыковским лесопарком в трёх километрах от МКАД.
Кожухово состоит из девяти микрорайонов.

## История

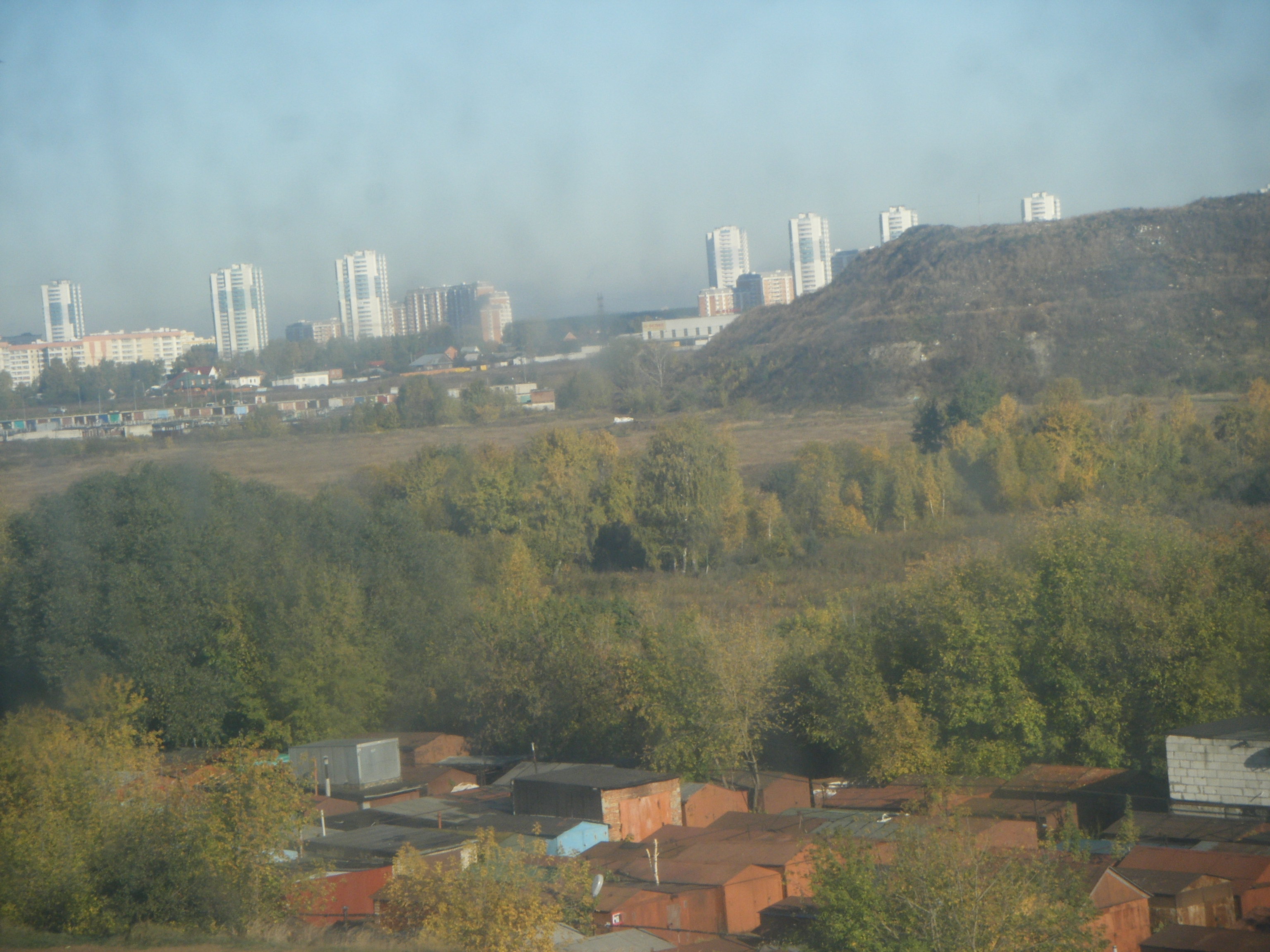
Кожухово, 2009 год

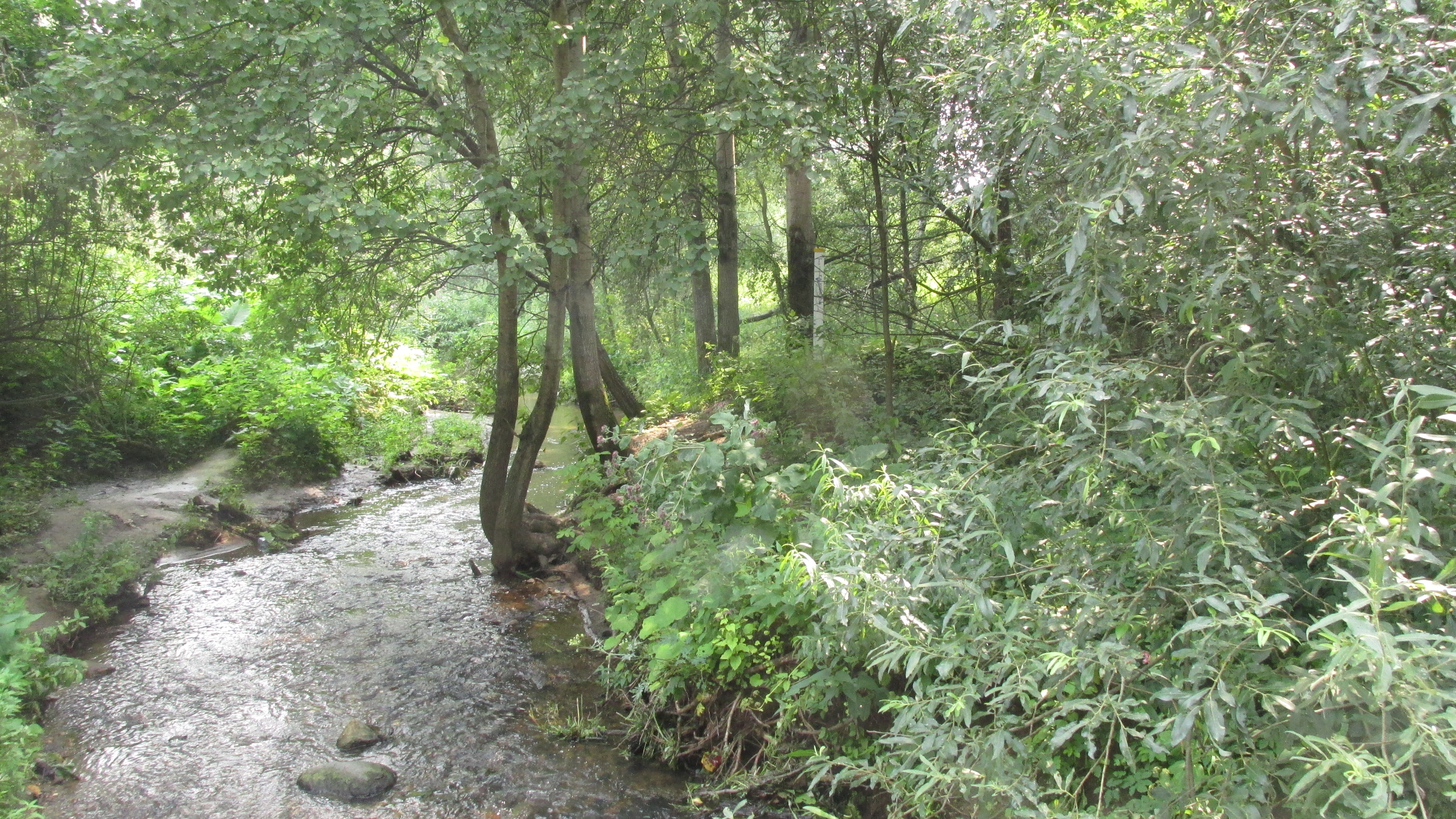
Река Руднёвка, 2016 год

Кожухово впервые упоминается в 1624 году как деревня, расположенная на правом берегу реки Рудницы, притока Пехорки.
В 1984 году деревня вошла в состав Москвы, а с 5 июля 1995 года стала частью территории Косино-Ухтомского района.
В 2004 году началось строительство микрорайона Кожухово, в 2005-м — заселение.
В Кожухове находится парк «У Святого озера», оборудованный площадками для игры в мини-футбол и детскими аттракционами.
Для жителей района выходит независимая информационная газета «Кожуховские ведомости».
На территории района в 2019 году открылись две станции метро Некрасовской линии («Улица Дмитриевского», «Лухмановская»).

## Улицы
- Руднёвка
- Лухмановская
- Дмитриевского[8]
- Святоозёрская
- Красковская
- Наташи Качуевской
- Татьяны Макаровой
- Медведева
- Пехорская
- Лётчика Павлова
- 1-й Красковский проезд
- 2-й Красковский проезд

## Инфраструктура

### Спортивные учреждения
- ФОК «Гелиос» (улица Лухмановская, дом 10А)
- ФОК «Альбатрос» (улица Лухмановская, дом 19А)
- Спортивный центр с бассейном «Sport Town» (ул. Медведева, 10)
- Фитнес-клуб «Number One Fit» (улица Лухмановская, дом 6)
- Территория Фитнеса

### Детские учреждения
- Школа-интернат № 49 имени Г. И. Россолимо
- Детский клуб «Little-club» (ул. Татьяны Макаровой, 4)
- Детская поликлиника № 120[9]
- Детский клуб «Стрекоза» (ул. Святоозёрская, 32)
- Центр семьи и детства (детский центр) «День Процветания» (ул. Дмитриевского, 11)
- Детский центр "Талант" (ул. Наташи Качуевской, 4)

### Транспорт

###### Метро
- Лухмановская
- Улица Дмитриевского

###### Автобусные маршруты
- № 14  Реутов — 4-й микрорайон Кожухова
- № с613 3-й микрорайон Новокосина —  Вешняки
- № 726 4-й микрорайон Кожухова — Улица Руднёвка
- № 772  Выхино — 2-й Красковская улица
- № 773  Реутов — 9-й микрорайон Кожухова
- № 787  Перово — 9-й микрорайон Кожухова
- № 792  Новокосино — 9-й микрорайон Кожухова
- № 808  Лухмановская — 9-й микрорайон Кожухова
- № 821  Выхино — 9-й «А» микрорайон Кожухова
- № 849 Лухмановская улица, 29 — 9-й микрорайон Кожухова
- № 855 17-й кв. Люберецких полей — 9-й микрорайон Кожухова
- № 885 3-й микрорайон Новокосина — 3-й квартал Люберецких Полей
- № 1064  Реутов — Люберцы, микрорайон «Красная Горка» (перевозчик Мострансавто)

На территории района расположены ж/д платформы Косино и Ухтомская, вошедшие в состав МЦД-3